# Disney: Twisted-Wonderland
Disney: Twisted-Wonderland (Nhật: ディズニー ツイステッドワンダーランド Hepburn: Dizunī Tsuisuteddo Wandārando) là một trò chơi trên di động, do Aniplex và Walt Disney Japan Nhật Bản sáng tạo. Người sáng tạo ra Black Butler là Toboso Yana đã thiết kế nhân vật, kịch bản và khái niệm, game tập trung vào miêu tả các nhân vật phản diện đa dạng từ loạt Disney. Trò chơi phát hành trên Android và iOS tại nhật bản ngày 18 tháng 3 năm 2020. Bản địa hóa tiếng Anh chính thức phát hành ngày 20 tháng 1 năm 2022 tại Hoa Kỳ và Canada.

## Lối chơi
Disney Twisted-Wonderland được mô tả là "Học viện phản diện phiêu lưu (trò chơi phiêu lưu)". Trò chơi có một "lối chơi cơ bản" bao gồm ba yếu tố chính: Bài học, Câu chuyện và Bài kiểm tra.
Twisted Wonderland vận hành mô hình trò chơi gacha cho phép người chơi có được các nhân vật mới thông qua việc sử dụng đơn vị tiền tệ trong trò chơi là Magic Gems. Các nhân vật người chơi nhận được có thể tăng cấp bằng cách tham gia "Bài học". Người chơi có thể kiểm tra sức mạnh của nhân vật thông qua các bài kiểm tra (hàng ngày) hoặc bài kiểm tra (định kỳ). Người chơi đặt nhân vật vào trận chiến để ghi điểm tùy thuộc vào sức mạnh của đội. Sau đó, người chơi đạt sẽ có thứ hạng tùy thuộc vào số điểm của họ, với thứ hạng cao hơn sẽ nhận được phần thưởng cao hơn.

## Câu chuyện
Nhân vật chính là Yu, được triệu hồi đến một thế giới khác bằng một chiếc gương ma thuật và đến trường đào tạo phép thuật gọi là Night Ravens College. Nhân vật chính được hiệu trưởng của trường thu nhận và làm quen với những học sinh giỏi nhất của trường, mỗi người ở bảy ký túc xá khác nhau, trong khi vẫn cố gắng tìm đường về nhà.

## Nhân vật

### Heartslabyul
Riddle Rosehearts (リドル・ローズハート Ridoru Rōzuhāto)
Lồng tiếng bởi: Natsuki Hanae
Ace Trappola (エース・トラッポラ Ēsu Torappora)
Lồng tiếng bởi: Seiichirō Yamashita
Deuce Spade (デュース・スペード Dyūsu Supēdo)
Lồng tiếng bởi: Chiaki Kobayashi
Trey Clover (トレイ・クローバー Torei Kurōbā)
Lồng tiếng bởi: Ryōta Suzuki
Cater Diamond (ケイト・ダイヤモンド Keito Daiyamondo)
Lồng tiếng bởi: Tatsuyuki Kobayashi

### Savanaclaw
Các nhân vật trong ngôi nhà dựa trên Scar từ Vua sư tử.
Leona Kingscholar (レオナ・キングスカラー Reona Kingusukarā)
Lồng tiếng bởi: Yūichirō Umehara
Jack Howl (ジャック・ハウル Jakku Hauru)
Lồng tiếng bởi: Taito Ban
Ruggie Bucchi (ラギー・ブッチ Ragī Bucchi)
Lồng tiếng bởi: Aoi Ichikawa

### Octavinelle
Các nhân vật trong ngôi nhà dựa trên Ursula từ Nàng tiên cá.
Azul Ashengrotto (アズール・アーシェングロット Azūru Āshengurotto)
Lồng tiếng bởi: Atsushi Tamaru
Jade Leech (ジェイド・リーチ Jeido Rīchi)
Lồng tiếng bởi: Wataru Komada
Floyd Leech (フロイド・リーチ Furoido Rīchi)
Lồng tiếng bởi: Nobuhiko Okamoto

### Scarabia
Các nhân vật trong ngôi nhà dựa trên Jafar từ Aladdin.
Kalim Al-Asim (カリム・アルアジーム Karimu Aruajīmu)
Lồng tiếng bởi: Kazuki Furuta
Jamil Viper (ジャミル・バイパー Jamiru Baipā)
Lồng tiếng bởi: Kaname Futaba

### Pomefiore
Các nhân vật trong ngôi nhà dựa trên Nữ hoàng độc ác từ Nàng Bạch Tuyết và bảy chú lùn.
Vil Schoenheit (ヴィル・シェーンハイト Viru Shēnhaito)
Lồng tiếng bởi: Hiroki Aiba
Epel Felmier (エペル・フェルミエ Eperu Ferumie)
Lồng tiếng bởi: Shimba Tsuchiya
Rook Hunt (ルーク・ハント Rūku Hanto)
Lồng tiếng bởi: Yōjirō Itokawa

### Ignihyde
Các nhân vật trong ngôi nhà dựa trên Hades từ Hercules.
Idia Shroud (イデア・シュラウド Idea Shuraudo)
Lồng tiếng bởi: Kōki Uchiyama
Ortho Shroud (オルトシュラウド Oruto Shuraudo)
Lồng tiếng bởi: Shouta Aoi

### Diasomnia
Các nhân vật trong ngôi nhà dựa trên Maleficent from Sleeping Beauty.
Malleus Draconia (マレウス・ドラコニア Mareusu Dorakonia)
Lồng tiếng bởi: Kazuki Kato
Lilia Vanrouge (リリア・ヴァンルージュ Riria Vanrūju)
Lồng tiếng bởi: Hikaru Midorikawa
Silver (シルバー Shirubā)
Lồng tiếng bởi: Nobunaga Shimazaki
Sebek Zigvolt (セブク・ジグボルト Sebeku Jiguboruto)
Lồng tiếng bởi: Haruki Ishiya

### Nhân viên đại học Night Raven
Dire Crowley (ディア・クロウリー Dia Kurourī)
Lồng tiếng bởi: Mitsuru Miyamoto
Grim (グリム Gurimu)
Lồng tiếng bởi: Noriaki Sugiyama
Divus Crewel (デイヴィス・クルーウェル Deivisu Kurūueru)
Lồng tiếng bởi: Kent Itō
Mozus Trein (モーゼズ・トレイン Mōzezu Torein)
Lồng tiếng bởi: Rikiya Koyama
Ashton Vargas (アシュトン・バルガス Ashuton Barugasu)
Lồng tiếng bởi: Ryota Takeuchi
Sam (サム Samu)
Lồng tiếng bởi: Subaru Kimura

## Phát triển
Aniplex thông báo họ đang sản xuất trò chơi với sự cộng tác của Walt Disney Japan tại Anime Japan năm 2019. Người sáng tạo của Black Butler là Toboso Yana được ghi công cho phần khái niệm, kịch bản và thiết kế nhân vật.
Disney: Twisted-Wonderland phát hành ngày 18 tháng 3 năm 2020. Bộ phim mở đầu của trò chơi được Troyca làm hoạt ảnh và Night Ravens trình bày bài hát chủ đề "Piece of my world" 

## Tiếp nhận
Khoảng 1,5 triệu người dùng đã tải xuống trò chơi từ khi phát hành.